# Јосип Чоп
Јосип Чоп (Вараждин, 14. октобар 1954) бивши је југословенски и хрватски фудбалер.

## Каријера
Током фудбалске каријере играо је за Вартекс, Загреб, Хајдук Сплит и СК Штурм Грац. За А репрезентацију Југославије одиграо је две утакмице. Био је у саставу репрезентације Југославије која је играла на Европском првенству 1984. у Француској.
Каријеру у спортском менаџменту започео је као генерални секретар Фудбалског савеза Хрватске, делегат ФИФА-е и делегат УЕФА-е, као и члан неколико одбора УЕФА-е (Одбор за стадионе и безбедност; Одбор делегата; Одбор директора, Одбор за европско првенство до 21) и потпредседник комитета УЕФА Европског првенства до 21 године.
Од 1996. до 1998. године Чоп је обављао функцију генералног секретара Фудбалског савеза Хрватске. Од 2005. године је генерални секретар Хрватског олимпијског одбора, тренутно обавља свој трећи четворогодишњи мандат.